# Bhumisparsamudra

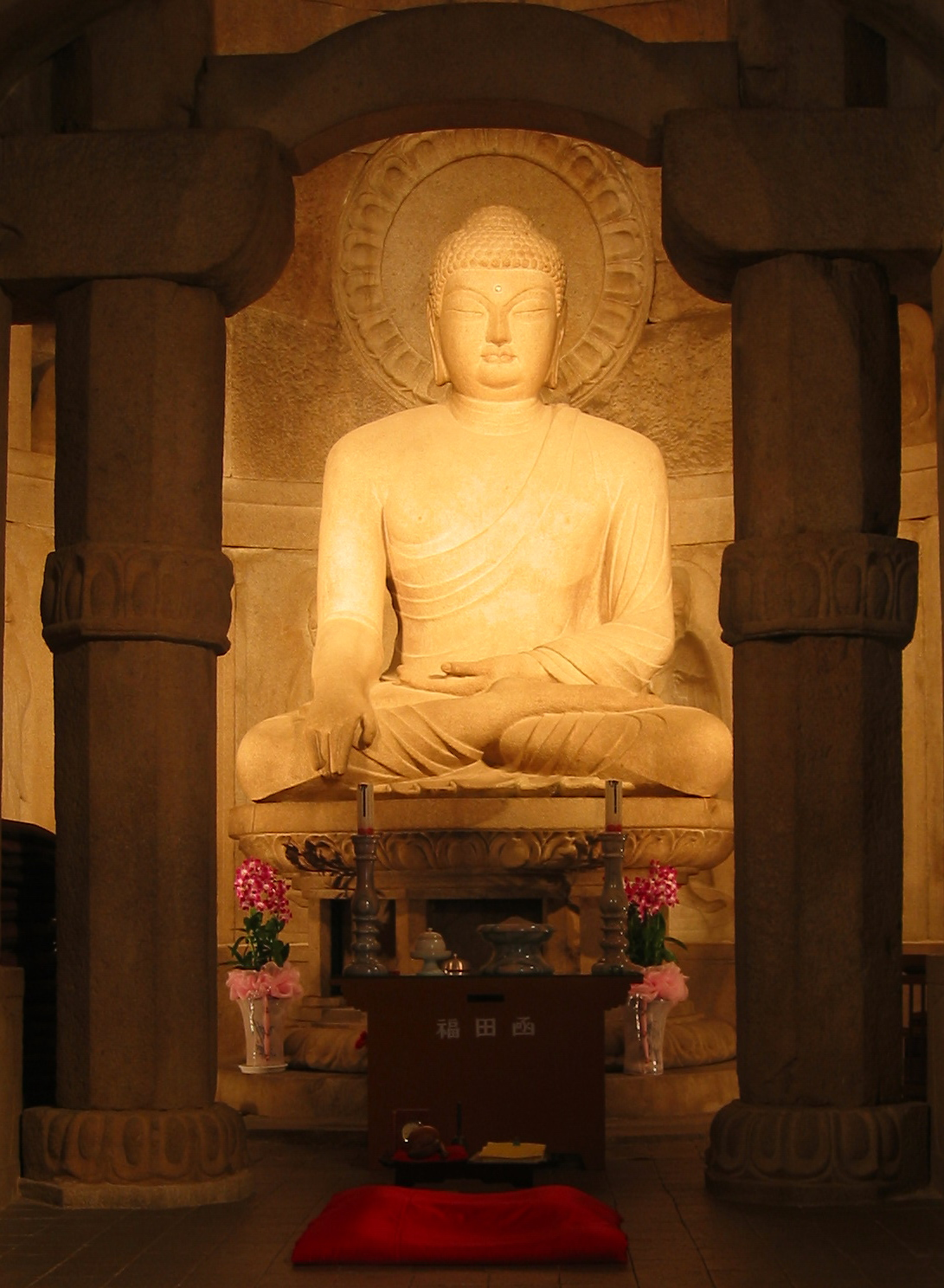
Statua nel Tempio sotterraneo di Seokguram in Corea del Sud. Raffigura Gautama Buddha che assume Bhumisparsamudra

Bhumisparsamudra (bhūmisparśamudrā) è una mudrā della dottrina buddhista realizzata con le mani e le dita. Significa "toccare la terra" e deriva dall'esperienza di Gautama Buddha durante l'illuminazione. È conosciuto anche come il gesto del testimone della terra.

## Simbologia del mudra
Durante la sua liberazione, Gautama Buddha assunse la bhūmisparśamudrā toccando la terra con la mano in modo da simboleggiare il contatto con la divinità della terra. Con questo gesto, egli dimostrò l'ottenimento del risveglio.

## Posizione
La mudrā si realizza con entrambe le mani. Si pone la mano destra appoggiata sul ginocchio con il palmo verso il basso e con la punta delle dita che sfiorano terra. La mano sinistra è appoggiata sulle gambe davanti al pube con il palmo verso l'alto.